# وليم بيتي

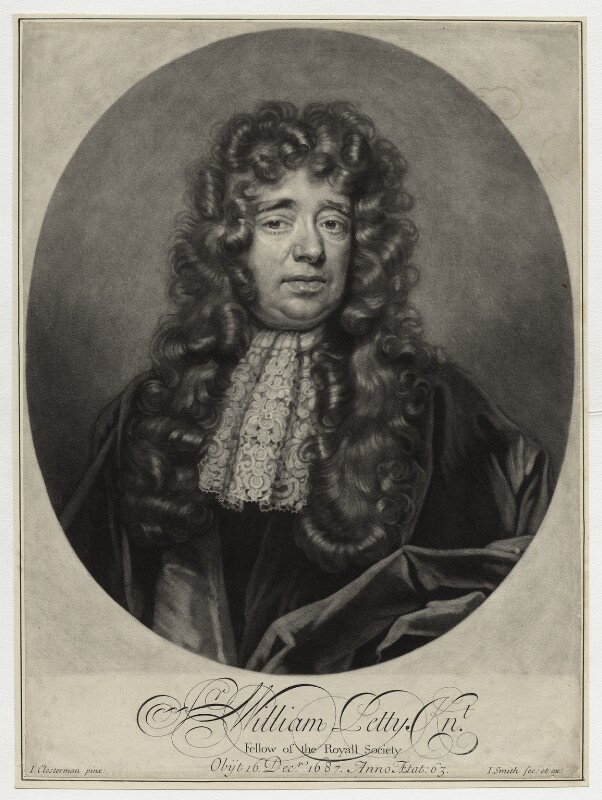
السير وليم بيتي.

السير وليم بيتي (26 مايو 1623– 16 ديسمبر 1687) هو اقتصادي انجليزي وفيزيائي وعالم وفيلسوف. برزت مكانته في البداية خلال خدمته أوليفر كرومويل والكومنولث في أيرلندا. طور وسائلًا فعالة لمسح الأراضي المصادرة والتي أُعطيت لجنود كرومويل. تمكن من البقاء شخصية بارزة في ظل حكم الملك تشارلز الثاني والملك جيمس الثاني، كما فعل آخرون ممن خدموا كرومويل.
كان بيتي عضوًا في برلمان إنجلترا لفترة وجيزة وكان أيضًا عالمًا ومخترعًا وتاجرًا، وكان عضوًا مؤسسًا للجمعية الملكية. تُعتبر نظرياته حول الاقتصاد وطرقه في الحساب السياسي أفضل ما يُذكر عنه، ومع ذلك، تُنسب له فلسفة «مبدأ عدم التدخل» فيما يتعلق بالنشاط الحكومي. نُصّب فارسًا في عام 1661. وهو الجد الأكبر لرئيس الوزراء ويليام بيتي فيتزموريس، إيرل شيلبورن الثاني وماركيز لانسداون الأول.      

## حياته وتأثيره
وُلد بيتي ودُفن في رومسي، وكان صديقًا لصموئيل بيبس. وأصبح عضوًا مؤسسًا للجمعية الملكية.
اشتهر بيتي بتاريخه الاقتصادي ومؤلفاته الإحصائية، قبل آدم سميث. وكانت غزواته في التحليلات الإحصائية أحد اهتماماته الخاصة. أرسى عمل بيتي في الحساب السياسي إلى جانب عمل جون جرونت أسس أساليب الإحصاء الحديثة. علاوة على ذلك، وثّق عمله في التحليلات الإحصائية أول شروحات التأمين الحديثة عندما توسع الكُتاب فيها مثل جوسيا تشايلد. يشير فيرنون لويس بارينغتون له بأنه من أوائل مفسري نظريات قيمة العمل كما تناول في كتابه بحث في الرسوم والضرائب في عام 1692.
في عام 1858، أقام هنري بيتي فيتزموريس، ماركيز لانسداون الثالث وأحد أسلاف بيتي، نصبًا تذكاريًا شبيهًا ببيتي في دير رومسي. كُتب عليه «مناضل حقيقي وفيلسوف سليم، والذي أصبح ممولًا لعائلته ومفخرةً لبلده بفضل أعماله العلمية والصناعة التي لا تُضاهى». وكُتب على بلاطة التذكار جنوب ممر جوقة الدير «هنا يرقد السير وليم بيتي».

### النشأة
عمل والد بيتي وجده تاجري أقمشة. كان غلامًا يافعًا وذكيًا، وفي عام 1637، أصبح خادم سفينة، لكنه تُرك على الشاطئ في نورماندي بعد أن كسر قدمه على سطح السفينة. وبعد هذه العقبة، تقدم بطلب باللغة اللاتينية لدراسة اليسوعية في كاين، وأعال نفسه بتدريس اللغة الإنجليزية. بعد عام، عاد إلى إنجلترا وبحوزته في ذلك الوقت معرفة وافية باللغة اللاتينية واليونانية والفرنسية وعلم الرياضيات والفلك.
بعد فترة هادئة قضاها في بحرية الولايات المتحدة، غادر بيتي للدراسة في هولندا في عام 1643، حيث نمى اهتمامه بعلم التشريح. وبمساعدة أستاذ لللغة الإنجليزية في أمستردام، أصبح المساعد الشخصي لهوبز، مما مكنه من التواصل مع ديكارت وجاسندي وميرسين. في عام 1646، عاد إلى إنجلترا، وبعد أن طور أداة للكتابة المزدوجة مع نجاح ضئيل في المبيعات، درس الطب في جامعة أكسفورد. صادق هارتليب وبويل، وأصبح عضوًا في نادي أكسفورد الفلسفي.   

### أكاديمي ومساح
بحلول عام 1651، عمل بيتي معلم تشريح في كلية براسينوز، أكسفورد، ونائبًا لتوماس كلايتون. كان أيضًا أستاذًا للموسيقى في كلية غريشام في لندن.
في عام 1652، غادر في إجازة، وسافر مع جيش أوليفر كرومويل في أيرلندا كطبيب عام. من الممكن أن معارضته للجامعات التقليدية، وكونه ملتزمًا بالعلم الحديث كما استوحاه من فرانسيس بيكون ونقلها معارفه المذكورين أعلاه، كان سببًا في إبعاده من أكسفورد. وربما أُعيد إلى أيرلندا بسبب الطموح والرغبة بالمال والقوة. كانت اهتماماته واسعة جدًا لدرجة أن نجح في تأمين عقد لرسم خرائط أيرلندا في عام 1654، كي يتمكن أولئك الذين أقرضوا الأموال لجيش كرومويل من استردادها عن طريق الأراضي، فهي وسيلة لضمان تمويل ذاتي للجيش. وعرفت المهمة الهائلة التي أنجزها في عام 1656 باسم دراسة داون الاستقصائية، ونُشرت لاحقًا (1685) باسم هيبارنيا ديلينياتسو. وكمكافأة له، حصل على نحو 30,000 فدانًا (120 كيلومترًا مربعًا) في كينمار، في جنوب غرب أيرلندا، و9,000 يورو. أدى هذا المكسب الشخصي إلى ضلوع بيتي في دعاوى قضائية مستمرة بتهمة الرشوة وخيانة الأمانة، حتى وفاته.
بالعودة إلى إنجلترا، وكداعم لكرومويل، ترشح بنجاح لمنصب في البرلمان في عام 1659 في غرب لوي.

### فيلسوف بالفطرة
بغض النظر عن ولاءاته السياسية، عومل بيتي بطريقة حسنة في عصر الاسترداد في عام 1660، رغم أنه فقد معظم أراضيه الأيرلندية. ألقى تشارلز الثاني جانبًا باعتذارات بيتي لدعمه السابق لكرومويل، «يبدو أن علينا اعتبارها غير ضرورية»، وعوضًا عن ذلك ناقش تجاربه في ميكانيكية النقل البحري.
في عام 1661، انتُخب نائبًا لإنيستيوجي في برلمان أيرلندا. وفي عام 1662، أُقرّ به عضوًا مؤسسًا للجمعية الملكية في نفس العام. وشهد هذا العام أيضًا كتابته لأول أعماله حول الاقتصاد. كتاب بحث في الرسوم والضرائب. يُعد بيتي الهندسة المعمارية البحرية ضمن اهتماماته العلمية المتعددة: أصبح متيقنًا من تفوق القوارب مزدوجة الهياكل، على الرغم من عدم نجاحها الدائم⸵ وصلت قوارب التجربة إلى بورتو في عام 1664، لكنها غرقت في طريق عودتها.      
أيرلندا ومراحل الحياة اللاحقة
منح تشارلز الثاني لقب الفارس لبيتي في عام 1661، وعاد بيتي إلى أيرلندا في عام 1666، حيث بقي هناك لمعظم العشرين عامًا المقبلة.
شهدت الأحداث التي اقتادته من أكسفورد إلى أيرلندا تحولًا من الطب إلى العلوم الفيزيائية وإلى العلوم الاجتماعية، وفقد بيتي جميع مكاتبه في أكسفورد. أصبحت العلوم الاجتماعية المجال الذي درسه لبقية حياته. أصبح الازدهار في أيرلندا اهتمامه الرئيسي ووصفت أعماله تلك الدولة واقترحت العديد من التدابير التصحيحية لظروفها الرجعية آنذاك. ساعد في تأسيس الجمعية الملكية في لندن في عام 1682. وعاد في نهاية المطاف إلى لندن في عام 1685، وتوفي في عام 1687.
نظر بيتي لحياته من منطق المتعة المشوبة بالألم. نشأ من أصول متواضعة ليختلط مع نخبة المثقفين وببلوغه الـ35 من عمره كان رجلًا ثريًا لحد كبير وعضوًا قياديًا في «العلوم التقدمية». ومع ذلك، كان يشعر بانعدام الاستقرار فيما يخص حيازاته العقارية وبقيت طموحه بالحصول على مناصب سياسية مهمة مُحبطة. من الممكن أنه توقع نمو علوم الفلك الذي شهده في سنواته المبكرة ليواصله طيلة حياته. وصفه معاصروه بأنه خفيف الظل وطَلِق المحيا وعقلاني.

## عائلته
تزوج وليم بيتي من إليزابيث والر في عام 1667. وهي ابنة مغتال الملك، السير هاردريس والر (والذي أُصفح عن حياته بعد عصر الاسترداد) وإليزابيث داودل. تزوجت مسبقًا من السير موريس فينتون، الذي توفي في عام 1664. مُنحت لقب بارونة شيلبورن مدى الحياة. أنجبا ثلاثة أطفال:
- تشارلز بيتي، بارون شيلبورن الأول
- هنري بيتي، إيرل شيلبورن الأول
- آن، والتي تزوجت من توماس فيتسموريس، إيرل كيري الأول

لم يكن لدى تشارلز وهنري أطفال ذكور ونُقل لقب شيلبورن لابن آن، جون بيتي، إيرل شيلبورن الأول، الذي أخذ كنية والدته، وتحمل ذريته لقب ماركيز لانسداون. أثنى حفيدها، ويليام بيتي، إيرل شيلبورن الثاني، عليها ووصفها بأنها امرأة ذات شخصية قوية وذكية، وبأنها الشخص الوحيد الذي تمكن من التعامل مع زوجها المستبد وذو المزاج المتعكر.

## أعماله ونظرياته الاقتصادية: نظرة عامة
أثر رجلان بشكل حاسم على نظريات بيتي الاقتصادية. الأول هو توماس هوبز، والذي عمل بيتي مساعدًا شخصيًا له. وفقًا لهوبز، فإنه يجب على النظرية أن تستوفي المتطلبات العقلانية «للسلام المدني والوفرة المادية». بينما ركز هوبز على السلام، اختار بيتي الرفاهية.  
كان تأثير فرانسيس بيكون عميقًا أيضًا. تمسك بيكون وهوبز بقناعة أن علم الرياضيات والصواب يجب أن تكون أساس العلوم العقلانية. أدى هذا الشغف بالدقة إلى إعلان بيتي المشهور عن نموذج العلوم الخاص به والذي يستخدم الظواهر القابلة للقياس فقط ويسعى لتحديد الكمية بدقة، عوضًا عن الاتكال على المقارنات والتفضيلات، أسفر عن ذلك موضوع جديد أطلق عليه اسم «السياسة الحسابية». اتخذ بيتي لنفسه مكانًا كأول العلماء الاقتصاديين المتفانيين، وسط التجار مؤلفي الكتيبات، مثل توماس مون أو جوسيا تشايلد، والعلماء الفلاسفة ممن يناقشون الاقتصاد أحيانًا، مثل جون لوك.  
كتب بيتي قبل حدوث التطور الفعلي للاقتصاد السياسي. وعليه، كانت العديد من ادعاءاته للدقة غير دقيقة. وعلى الرغم من ذلك، كتب بيتي ثلاثة أعمال رئيسية حول الاقتصاد، وتُظهر هذه الأعمال، والتي حصلت على اهتمام كبير في تسعينيات القرن السابع عشر، نظرياته في مجالات رئيسية والتي استخدمت في ما بعد في علوم الاقتصاد. يرد في ما يلي تحليل لأهم نظرياته التي تدور حول المساهمات الضريبية، والثروة الوطنية، والعرض النقدي، وسرعة التداول وقيمته، وسعر الفائدة، والتجارة الدولية والاستثمار الحكومي.
جمع تشارلز هنري هال العديد من مؤلفات بيتي الاقتصادية في عام 1899 في كتاب الكتابات الاقتصادية للسير وليم بيتي.
اقترح هال في مقالته العلمية «مكانة بيتي في نظرية تاريخ الاقتصاد» (1900) توزيع كتابات بيتي الاقتصادية في ثلاث (أو أربع) مجموعات:
المجموعة الأولى، كُتبت عندما عاد بيتي إلى لندن بعد أن انتهى من «دراسة داون الاستقصائية» في أيرلندا، وتتألف بشكل رئيسي من بحث في الرسوم والضرائب(كُتب وصدر لأول مرة في عام 1662) وكلمة للحكماء (كُتب في عام 1665، وطُبع في عام 1691). تتعلق هذه النصوص بالمناقشات حول المسائل المالية عقب عصر الاسترداد ونفقات الحرب الإنجليزية الهولندية الأولى.
تتولى المجموعة الثانية التشريح السياسي لأيرلندا والحساب السياسي. كُتبت هذه النصوص بعد مرور عشر سنوات تقريبًا في أيرلندا. وكما كتب هال «كان الدافع المباشر لكتاباتهم هو كتاب الدكتور إدوارد تشامبرلين، دولة إنجلترا الحالية، المنشور في عام 1669».
مجددًا وبعد عشرة أعوام، كُتبت المجموعة الثالثة من المنشورات، والتي كانت عبارة عن مساهمات في نقاش حول ما إذا كانت لندن أكبر من باريس، وكانت بعنوان مقالات في علم الحساب السياسي بواسطة هال. كان لتلك المجموعة من المنشورات صلة وثيقة بكتاب جون غرانت ملاحظات حول فواتير الوفيات في لندن.

## روابط خارجية
- وليم بيتي على موقع الموسوعة البريطانية (الإنجليزية)